# 长衡会战
长衡会战，或称湖南会战，是指1944年（民国33年）5月至8月，在中国抗日战争的豫湘桂會戰（1號作戰）中，中国第9战区部队在湖南长沙、衡阳地区对日军进行的防御战役。学术界将“长衡会战”分为2个阶段：
第1阶段又称“第4次长沙会战”，从5月27日到6月19日，中日双方以争夺长沙为目标在湖南北部地区作战。
第2阶段又称“衡阳保卫战”，从6月20日到9月初，中日双方以争夺衡阳为目标在湖南中东部地区作战，长衡会战戰況十分激烈，具體的结束时间为9月上旬，国内外学术界均以1944年8月8日衡阳沦陷为准，最終日軍以高於國軍的死傷慘勝。

## 第四次長沙會戰
1944年5月27日始，中日雙方為爭奪長沙，在湖南北部長沙、衡陽地區交戰。總計發動攻擊的日軍人數約有170,000人，守勢的國軍約有250,000人。6月16日逼進長沙的日軍開始向長沙城區猛攻。6月19日國軍撤退。

## 衡陽保衛戰
1944年6月22日至1944年8月8日，中日雙方為爭奪長沙，於衡陽展開城市爭奪戰。此次戰役為中國整個抗戰史中作戰時間最長、雙方傷亡士兵最多、程度最為慘烈的城市爭奪戰，也是日本戰史中記載的唯一一次日軍傷亡超過中國軍隊的戰例，是中國抗戰史上以寡敵眾的最成功戰役，被譽為「東方的莫斯科保衛戰」，城市最終淪陷但已經達到重創敵軍的戰術。
當時日軍發動一號作戰，攻勢異常凌厲，蔣介石指揮的東線戰場接連失敗。據此，史迪威大肆指責蔣介石無能。7月7日羅斯福提出將中國軍隊交史迪威指揮，而衡陽保衛戰的堅守不敗，成了蔣介石唯一的希望，他在日記中說：「衡陽保衛已一月有餘，此次衡陽之得失，其有關國家之存亡，民族之榮辱至大。」然衡陽仍於8月8日陷落。方先覺歸來之際，蔣堅決不承認方先覺投敵，對其歸來大肆歡迎並再任三十九集團軍副總司令兼第十軍軍長。
血戰間日軍的兵力前後補充了三次。在城郊的陣地爭奪戰中，日軍付出了損失兩萬多人的代價，而中國守軍至最終只損失了不到一萬人，這種戰損比在當時日軍中是不可接受的。包括了日軍第68師團長佐久間為人中將、參謀長原田貞三郎大佐殘廢，和第57旅團長志摩源吉少將陣亡才得以近逼市區。此戰延緩了日軍「打通大陸交通線」戰役的步伐進程，同時也有利於緩解其他盟軍之作戰壓力，尤其美軍攻取塞班島。日本國內更因各地的戰況不利，導致東條英機的軍人政府因而倒台。